# Almost Christmas

Almost Christmas est un film de Noël comique et dramatique américain réalisé par David E. Talbert et sorti en 2016.

## Synopsis
À l'approche de la Fête de Noël, une famille dysfonctionnelle afro-américaine se réunit pour la première fois depuis la mort de leur mère.

## Distribution
- Danny Glover : Walter Meyers
- Keon Rahzeem Mitchell : jeune Walter Meyers
- A. Sebrena Farmer : Grace Meyers, la défunte épouse de Walter
- Rachel Kylian : jeune Grace Meyers
- Kimberly Elise : Dr Cheryl Meyers, fille ainé de Walter
- Romany Malco : Christian Meyers, le fils aîné de Walter
- Gabrielle Union : Rachel Meyers, la plus jeune fille de Walter
- Jessie T. Usher : Evan Meyers, le plus jeune fils de Walter
- Mo'Nique : tante May Deveraux Johnson-Davis, la belle-sœur de Walter
- J.B. Smoove : Lonnie Maclay, le mari de Cheryl
- Nicole Ari Parker : Sonya Meyers, la femme de Christian
- Omar Epps : Malachi
- John Michael Higgins : Andy Brooks
- D.C Young Fly : Eric
- Keri Hilson : Jasmine
- Nadej K. Bailey : Niya Meyers, la fille de Rachel
- Alkoya Brunson : Cameron Meyers, le fils de Christian et Sonya
- Marley Taylor : Dee Meyers, la fille de Christian et Sonya
- Monica Brown : Monica la serveuse
- Gregory Alan Williams : pasteur Browning
- Gladys Knight : Dorothy, directrice du refuge
- Tara Jones : Lucy
- Jeff Rose : Brian
- Ric Reitz : entraîneur Packer
- Elias Talbert : jeune Evan Meyers
- David E. Talbert : mère de Malachie
- Donnie Simpson : DJ radio
- Lyn Talbert : jeune Grace Meyers

## Accueil
Bien que Mediafilm reproche au film d'utilisé des clichés bien connus et des situations forcées, l'ensemble est bien réalisé.
Dans sa critique le Time considère que le film réinvente le genre des films de réunions de famille à l'approche des fêtes de Noël. Variety considère quant à elle que le film se hisse à la hauteur des films de Frank Capra.
Vox nuance la qualité du film expliquant que la première partie est plus intéressante que le reste du film. The Hollywood Reporter considère pour sa part que le film échoue à montrer les éléments dramatiques entourant l'intrigue.

## Distinctions
Pour sa performance, Mo'Nique a été nommée pour l’Image Award de la meilleure actrice dans un second rôle aux Image Awards 2017.